# Slottet Kobersdorf

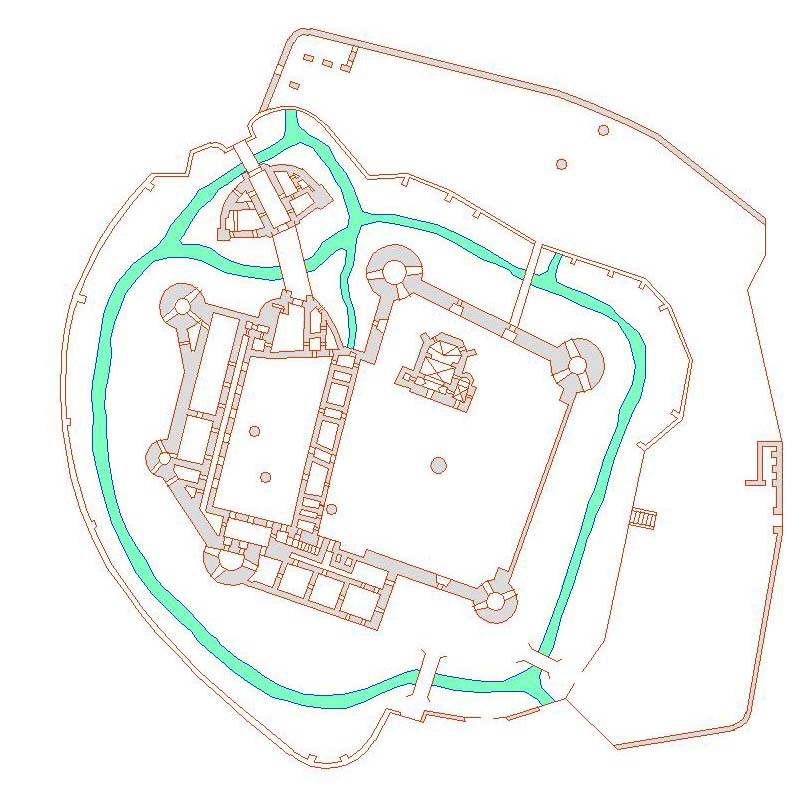

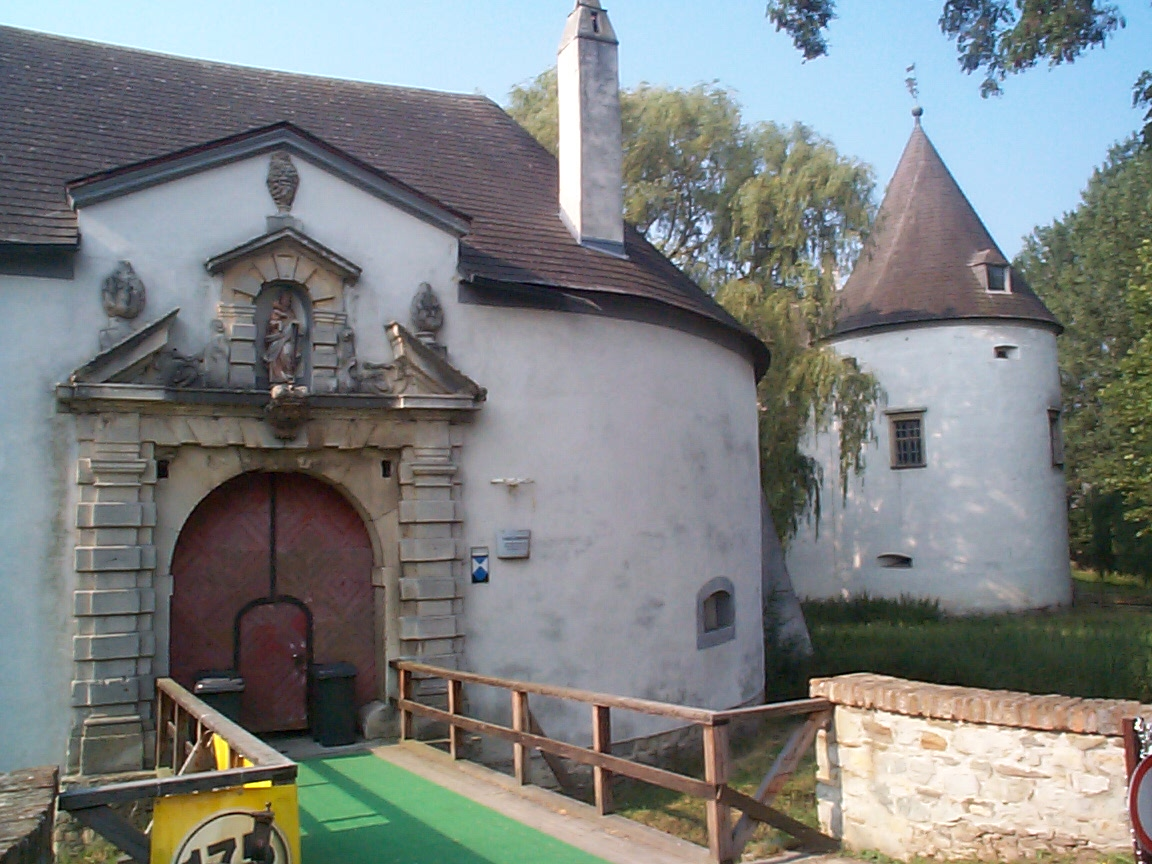

Slottet Kobersdorf är en ombyggd medeltida borg i orten Kobersdorf i det österrikiska förbundslandet Burgenland.
Slottet Kobersdorf har anor tillbaka till 1320-talet, när en borganläggning uppfördes för att skydda Stooberbachdalen mot väst. Borgen var helt omgiven av breda vattengravar. Borgen som låg vid den ungersk-österrikiska gränsen bytte flera gånger ägare och var indragen i de militära konflikterna mellan habsburgarna och de ungerska kungarna. Under de osmanska krigen på 1500- och 1600-talen ingick Kobersdorf i habsburgarnas fästningsbälte mot det osmanska riket. I mitten av 1600-talet byggdes borgen om och ut. Slottstrakterna i senrenässans integrerar äldre byggnadsdelar.
1704 köpte Paul Estherházy slottet. Därefter gjordes inga om- eller tillbyggnader. 1963 såldes slottet till en arkitekt från Wien som började med renoveringen av slottet.
Slottet visas en gång i veckan för allmänheten. På slottet genomförs slottsspelen Kobersdorf i juli månad, där det visas klassiska komedier av bland andra Shakespeare och Molière men även Molnár och Brecht.